# باکونسگ
باکون‌سِگ (به مجاری: Bakonszeg) یک منطقهٔ مسکونی در مجارستان است که در ناحیه برتیواوی‌فالو واقع شده‌است. باکون‌سِگ ۳۵٫۰۲ کیلومتر مربع مساحت و ۱٬۱۹۴ نفر جمعیت دارد.